# Mücheln
Mücheln (pronunciación en alemán: /ˈmʏçl̩n/ⓘ) es un municipio situado en el distrito de Saale, en el estado federado de Sajonia-Anhalt (Alemania), a una altitud de 160 metros. Su población a finales de 2015 era de unos 9000 habitantes y su densidad poblacional, 92 hab/km².